# Plagiostachys oblanceolata
Plagiostachys oblanceolata är en enhjärtbladig växtart som beskrevs av Gobilik och Anthony L. Lamb. Plagiostachys oblanceolata ingår i släktet Plagiostachys och familjen Zingiberaceae. Inga underarter finns listade i Catalogue of Life.